# Liste der Videos mit den meisten Likes auf YouTube
Dies ist eine Liste der Videos mit den meisten Likes auf dem US-amerikanischen Videoportal YouTube. Das Video mit den meisten Likes auf YouTube ist das Musikvideo zu Despacito von Luis Fonsi featuring Daddy Yankee. Es erhielt bis zum 4. April 2021 über 43 Millionen Likes und war bis November 2020 mit über 7 Milliarden Aufrufen das Video mit den meisten Aufrufen auf YouTube überhaupt, bevor die Pinkfong-Version von Baby Shark Dance Rang eins erreichte. Baby Shark befindet sich mit über 26 Millionen Likes auf Rang vier dieser Liste.

## Top 20 (ohne Shorts)
YouTube-Shorts (speziell kategorisierte, vertikale Videos unter einer Minute) sind nicht berücksichtigt. Die Shorts mit den meisten Likes sind „Would you fly to Paris for a Baguette“ von MrBeast (35,4 Millionen), „OMG Best Teacher“ von Dednahype (35,4 Millionen), „Our MOST INTENSE Balloon Popping Race“ von How Ridiculous (30,3 Millionen) und „If Cleaning Was a Timed Sport. Part 2“ von Daniel LaBelle (30,0 Millionen).
| # | Video                                           | Künstler / Kanal                    | Likes (Mio.) | Aufrufe (Mrd.) | Veröffentlichung   | Q.     |
| --- | ----------------------------------------------- | ----------------------------------- | ------------ | -------------- | ------------------ | ------ |
| Rang Video Künstler / Kanal Likes (in Millionen) Anteil positiver Bewertungen Aufrufe Erstveröffentlichung |                                                 |                                     |              |                |                    |        |
| 1 | Despacito                                       | Luis Fonsi & Daddy Yankee           | 53           | 8,4            | 13. Januar 2017    | [ 2 ]  |
| 2 | See You Again                                   | Wiz Khalifa feat. Charlie Puth      | 43           | 6, 2           | 7. April 2015      | [ 7 ]  |
| 3 | Baby Shark Dance                                | Pinkfong Kids’ Songs & Stories      | 43           | 14,45          | 18. Juni 2016      | [ 3 ]  |
| 4 | Dynamite                                        | BTS                                 | 36,45        | 1,7            | 21. August 2020    | [ 8 ]  |
| 5 | Shape of You                                    | Ed Sheeran                          | 31,58        | 6,0            | 30. Januar 2017    | [ 9 ]  |
| 6 | How Zach King Gets Away With Doing Graffiti     | dollarbill (Original von Zach King) | 31,16        | 1,2            | 23. Juli 2019      | [ 10 ] |
| 7 | Boy with Luv                                    | BTS feat. Halsey                    | 27,94        | 1,6            | 12. April 2019     | [ 11 ] |
| 8 | Gangnam Style                                   | Psy                                 | 27,01        | 4,8            | 15. Juli 2012      | [ 12 ] |
| 9 | Faded                                           | Alan Walker                         | 26,87        | 3,4            | 4. Dezember 2015   | [ 13 ] |
| 10 | Make This Video The Most Liked Video On Youtube | MrBeast                             | 26,37        | 0,13           | 16. Januar 2019    | [ 14 ] |
| 11 | Lovely                                          | Billie Eilish & Khalid              | 25,18        | 1,8            | 26. April 2018     | [ 15 ] |
| 12 | Alone                                           | Marshmello                          | 24,64        | 2,3            | 2. Juli 2016       | [ 16 ] |
| 13 | Kill This Love                                  | Blackpink                           | 24,60        | 1,8            | 4. April 2019      | [ 17 ] |
| 14 | How You Like That                               | Blackpink                           | 24,58        | 1,2            | 26. Juli 2016      | [ 18 ] |
| 15 | Giving iPhones Instead Of Candy on Halloween    | MrBeast                             | 24,05        | 0,67           | 2. November 2022   | [ 19 ] |
| 16 | Baby                                            | Justin Bieber feat. Ludacris        | 23,76        | 2,9            | 19. Februar 2010   | [ 20 ] |
| 17 | Ddu-Du Ddu-Du                                   | Blackpink                           | 23,05        | 2,0            | 15. Juni 2018      | [ 21 ] |
| 18 | Butter                                          | BTS                                 | 22,95        | 1,5            | 21. Mai 2021       | [ 22 ] |
| 19 | DNA                                             | BTS                                 | 22,78        | 0,88           | 18. September 2017 | [ 23 ] |
| 20 | Girls Like You                                  | Maroon 5 feat. Cardi B              | 21,08        | 3,4            | 31. Mai 2018       | [ 24 ] |